# Lissonota sternalis
Lissonota sternalis är en stekelart som beskrevs av Costa 1886. Lissonota sternalis ingår i släktet Lissonota och familjen brokparasitsteklar. Inga underarter finns listade i Catalogue of Life.